# Joanna Grisez
Pour les articles homonymes, voir Grisez.

a Compétitions nationales et continentales officielles uniquement.

b Matchs officiels uniquement.
Dernière mise à jour le 5 juin 2025.
Joanna Grisez, née le 5 octobre 1996 à Colombes (Hauts-de-Seine), est une joueuse internationale française de rugby à XV et internationale de rugby à sept. Elle évolue en club au Stade bordelais.
Elle est médaillée de bronze avec l'équipe de France à sept à la Coupe du monde 2022 et championne de France à XV avec le Stade bordelais en 2025.

## Biographie
Joanna Grisez naît à Colombes, dans le département français des Hauts-de-Seine, le 5 octobre 1996.
Elle commence la pratique du rugby tardivement, alors qu'elle poursuit des études en STAPS. À partir de 2015, elle rejoint le club de l'AC Bobigny 93. Avec l'équipe de France universitaire de rugby à sept, elle décroche deux titres de championne du monde en 2016 et 2018. Cette année-là, elle intègre l'équipe de France de rugby à sept.
En septembre 2022, elle participe à la Coupe du monde de rugby à sept 2022 au Cap, où son équipe remporte la médaille de bronze et où elle est, avec trois essais, la meilleure marqueuse tricolore. Elle fait ensuite partie du groupe France sélectionné pour la Coupe du monde de rugby à XV disputée en Nouvelle-Zélande à l'automne 2022,.
À partir de la saison 2023-2024, elle change de club et s'engage avec le Stade bordelais.
En 2024, elle est sélectionnée par David Courteix pour participer aux tournoi de rugby à sept des Jeux olympiques, au stade de France à Paris, mais les Bleues s'inclinent en quart de finale face au Canada puis terminent à la cinquième place.
Après le Tournoi des Six Nations 2025, son essai marqué à la 79e minute contre l'Angleterre est élu « meilleur essai du tournoi ».
Le 31 mai 2025, elle remporte le Championnat de France avec le Stade bordelais.

## Statistiques en équipe nationale de rugby à XV
| Année | Compétition    | Matchs | Points | Essais |
| ----- | -------------- | ------ | ------ | ------ |
| 2022  | Coupe du monde | 5      | 20     | 4      |
| 2024  | Six Nations    | 1      | 10     | 2      |
| 2025  | Six Nations    | 2      | 10     | 2      |
| Total | Total          | 8      | 40     | 8      |

| Numéro | Date            | Lieu                             | Adversaire     | Compétition         | Résultat | Score |
| ------ | --------------- | -------------------------------- | -------------- | ------------------- | -------- | ----- |
| 1      | 8 octobre 2022  | Eden Park, Auckland              | Afrique du Sud | Coupe du monde 2021 | Victoire | 5-40  |
| 2      | 29 octobre 2022 | Waitakere Stadium, Auckland      | Italie         | Coupe du monde 2021 | Victoire | 3-39  |
| 3      | 29 octobre 2022 | Waitakere Stadium, Auckland      | Italie         | Coupe du monde 2021 | Victoire | 3-39  |
| 4      | 29 octobre 2022 | Waitakere Stadium, Auckland      | Italie         | Coupe du monde 2021 | Victoire | 3-39  |
| 5      | 21 avril 2024   | Cardiff Arms Park, Cardiff       | Pays de Galles | Six Nations 2024    | Victoire | 0-40  |
| 6      | 21 avril 2024   | Cardiff Arms Park, Cardiff       | Pays de Galles | Six Nations 2024    | Victoire | 0-40  |
| 7      | 19 avril 2025   | Stade Sergio-Lanfranchi, Trévise | Italie         | Six Nations 2025    | Victoire | 21-34 |
| 8      | 26 avril 2025   | Stade de Twickenham, Twickenham  | Angleterre     | Six Nations 2025    | Défaite  | 43-42 |

## Palmarès

### En club
- Vainqueur du 2025

### En équipe nationale
- Médaille de bronze à la Coupe du monde de rugby à sept 2022

### Distinctions
- Meilleur essai du Tournoi des Six Nations 2025[9]